# Heart of Stone (альбом Шер)
«Heart of Stone» — двадцятий студійний альбом американської співачки та акторки Шер, що вийшов 19 червня 1989 року на лейблі «Geffen Records». В 1998 році альбом отримав потрійну платинову сертифікацію від RIAA. В 1989—1990 році Шер підтримала платівку гастролями в рамках «Heart of Stone Tour». Станом на січень 1991 року, продажі альбому в усьому світі склали 4 мільйони копій.

## Про альбом
«Heart of Stone» вийшов 1989 року, ставши другим альбомом Шер, виданим на лейблі «Geffen Records». Як і у її попереднього альбому, написанням пісень та продюсуванням займалися Пітер Ешер, Джон Бон Джові, Дайан Воррен, Гай Рош і Десмонд Чайлд. Бонні Тайлер і Майкл Болтон записали бек-вокал для пісні «Emotional Fire», яка раніше, разом з композицією «Starting Over», були написані для альбому Болтона «The Hunger» (1987), проте до нього не потрапили. Альбом був записаний наприкінці 1988 року — початку 1989 року, протягом третього року стосунків співачки з Робом Каміллетті, якому вона і присвятила цю платівку.
«Heart of Stone» досяг #10 в США, #7 у Великій Британії, очолив чарти Австралії, він став першим міжнародним альбомом «номер один», що вийшов на лейблі «Geffen Records». «Heart of Stone» став першим альбомом в кар'єрі Шер, що потрапив до «топ-10» США (дебютний альбом Сонні і Шер «Look at Us» посів другу сходинку і залишався там протягом восьми тижнів), хоча пізніше до нього увійшли ще три її альбоми, «Believe», «Living Proof», «The Very Best of Cher», «Closer to the Truth» і «Dancing Queen». Він досяг #10 в «Billboard Top 200 Albums chart», його продажі склали 209 000 копій. За даними «Nielsen SoundScan», яка почала підрахунок продажів з 1 березня 1991 року, станом на листопад 2011 року, продажі альбому в США склали 964 000 копій.
Вперше альбом вийшов з художніми зображеннями на обкладинці, а пізніше перевиданий зі стандартними студійними фотографіями. Оригінальна картинка була роботою Октавіо Окампо, із зображенням Шер, яка сидить поруч з кам'яним серцем, що створює ілюзію черепа. Обкладинку змінили незабаром після виходу альбому, зробивши копії альбому з оригінальною обкладинкою справжньою рідкістю для колекціонерів.
Шер також записала ще дві пісні для альбому, «Do not Come Cryin 'to Me» і «Some Guys», але обидві так і не були завершені. Ремікс-версія пісні «Don't Come Cryin' to Me» ввійшла до збірки «If I Could Turn Back Time: Cher's Greatest Hits». Демо-версія пісні «Some Guys» ввійшла до 7"- і 12"-синглів «If I Could Turn Back Time».
Пісні «Heart of Stone» і «If I Could Turn Back Time» були злегка зареміксовані для синглу. Ремікс «Heart of Stone» також доступний у збірці «If I Could Turn Back Time: Cher's Greatest Hits», яку видали «Geffen Records». Композиція «After All» була використана як любовна тема для фільму «Шанси є».
Альбом дав три хіта «топ-10», а також хіт «топ-20», що був заголовною піснею.

## Список композицій
| #   | Назва                                       | Автор                                                     | Тривалість |
| --- | ------------------------------------------- | --------------------------------------------------------- | ---------- |
| 1.  | «If I Could Turn Back Time»                 | Дайан Воррен                                              | 4:16       |
| 2.  | «Just Like Jesse James»                     | Десмонд Чайлд, Дайан Воррен                               | 4:06       |
| 3.  | «You Wouldn't Know Love»                    | Майкл Болтон, Дайан Воррен                                | 3:30       |
| 4.  | «Heart of Stone»                            | Енді Хілл, Пітер Сінфілд                                  | 4:21       |
| 5.  | «Still in Love With You»                    | Майкл Болтон, Боб Холліган                                | 3:08       |
| 6.  | «Love on a Rooftop»                         | Десмонд Чайлд, Дайан Воррен                               | 4:22       |
| 7.  | «Emotional Fire»                            | Десмонд Чайлд, Дайан Воррен, Майкл Болтон                 | 3:53       |
| 8.  | «All Because of You»                        | Джон Лінд, Сью Шифрін                                     | 3:30       |
| 9.  | «Does Anybody Really Fall in Love Anymore?» | Джон Бон Джові, Річі Самбора, Десмонд Чайлд, Дайан Воррен | 4:12       |
| 10. | «Starting Over»                             | Майкл Болтон, Джонатан Кейн                               | 4:09       |
| 11. | «Kiss to Kiss»                              | Джон Лінд, Мері Д'Астугес, Філ Галдстон                   | 4:23       |
| 12. | «After All» (з Пітером Сетерою)             | Том Снов, Дін Пітчфорд                                    | 4:07       |

## Учасники запису і виробництво
Інформація взята з обкладинки CD, виданого у 1989 році лейблом «Geffen Records».
- Трек 1 зпродюсований Даян Воррен і Гаєм Рочем.
  - Записаний і змікшований Френком Волфом; асистент Гай Роч.
  - Ударні, перкусія: Марк Т. Вілліамс; бас-гітара: Джон Пірс; клавішні: Гай Роч, Алан Паскуа; гітара: Стів Лукатер, Гленн Ск'юрба, Джин Блек; бек-вокал: Дезмонд Чайлд, Майкл Ентоні, Робін Бек, Джин Макклейн, Джиммі Демерс.
- Треки 2, 7 & 9 зпродюсовані Дезмондом Чайлдом.
  - Записаний і змікшований Сером Артуром Пейсоном, також у мікшуванні 2 треку брав участь Мік Гузаускі
  - Ударні: Боббі Чайнард; бас-гітара: Х'ю Макдональд; клавішні: Алан Ст. Джон (треки 2 і 9), Ерік Рел (трек 7);
  - Гітара: Джон Маккаррі, (треки 2 і 9), Джон Патнем (трек 2), Стів Лукатер і Блюз Саракено (обидва брали участь у 7 треку), Рон Манкузо (трек 9)
- Треки 3, 5 і 10 заранжовані і спродюсовані Майклом Болтоном.
  - Записані Френком Волфом; додатковий інженеринг Роджера Талькова, Террі Крістіан і Джей Хілі. Змікшовані Міком Гузаускі.
  - Ударні: Джон Кін; перкусія у треку 10: Башірі Джонсон; бас-гітара: Філліп Ешлі (трек 10; клавішні у всіх трьох треках), Нейл Стабенхауз (треки 3 і 5); клавішні: Роббі Баканан (трек 10); гітара: Майкл Ландау (треки 3, 5 і 10), Джон Маккаррі (трек 5)
- Треки 4, 6 і 12 зпродюсовані Пітером Ашером; у асоціації з продюсером Френком Волфом у треку 12.
  - Записані і змікшовані Френком Волфом.
  - Ударні: Карлос Вега; перкусія Майкл Фішер і Пітер Ашер (обидва у треку 6); бас-гітара: Лі Склар; гітара: Ведді Вотчел, Майк Ландау, Ендрю Голд; клавішні: Роббі Баканан, Джон Джилатін; саксофон у треку 6: Ден Хіггінс.
- Треки 8 і 11 зпродюсовані Джоном Ліндом. 
  - Записані і змікшовані Міком Гузаускі, інженерінговим асистентуванням Френка Волфа і Пола Клінберга.
  - Ударні: Джон Кін; перкусія у треку 11: Дебра Добкін; бас-гітара: Джон Пірс; піаніно, синтезатор у треку 8, клавішні у треку 11: Джон Шрайнер; додатковий синтезатор у треку 8: Джим Ленг; гітара: Майкл Томпсон.
- Мастерінг Дена Херша; асистент Девід Доннеллі.

### Студії звукозапису та помічники інженерів
- The Complex: Дуейн Сейкора, Крейг Портейлс
- Village Recorders: Джефф Деморріс, Чарлі Брокко, Роб Харт, Чарлі Поллард
- The Hit Factory: Річ Травалі, Джо Піррера, Дері Саліч, Барбера Мілн, Тім Лайтнер, Пол Логус
- Conway Recording: Річард Маккернан, Деббі Джонсон
- Cherokee Studios: Джей Лін
- Ocean Way: Стейсі Байрд, Кларк Джермейн
- Summa Music Group: Раян Дорн, Робін Лейн, Пола "Макс" Гарсія
- Bearsville Studios: Джордж Ковен
- Electric Lady Studios: Бріджет Делі
- Right Track: Джон Херман
- Paradise Studios: Кейт Голдстейн
- RPM Studios: "Айрон" Майк Кровяк
- Power Station: Бен Фоулер
- Criterion Studios: Маріо Лаччі
- Bill Schnee Studios: Кен Аллердайс
- Studio Ultima: Том Б'єнер
- Lion Share: Рей Піл
- Ignited Productions: Джефф Велч
- Devonshire: Ларрі Гудвін

## Чарти
| Чарт (1989–90)                                 | Позиція |
| ---------------------------------------------- | ------- |
| Австралія (Australian Albums (ARIA))           | 1       |
| Австрія                                        | 15      |
| Канада (Canadian Albums)                       | 10      |
| Канада (Canadian Albums (RPM))                 | 17      |
| Нідерланди (Dutch Albums (Album Top 100))      | 67      |
| Європа (European Albums (Top 100))             | 18      |
| Німеччина (German Albums (Offizielle Top 100)) | 19      |
| Ісландія (Íslenski Listinn Topp 10)            | 10      |
| Нова Зеландія (New Zealand Albums (RMNZ))      | 7       |
| Канада (Quebec Albums (ADISQ))                 | 21      |
| Швеція (Swedish Albums (Sverigetopplistan))    | 19      |
| Велика Британія (UK Albums (OCC))              | 7       |
| США (US Billboard 200)                         | 10      |

| Чарт (1989)                          | Позиція |
| ------------------------------------ | ------- |
| Австралія (Australian Albums (ARIA)) | 32      |
| Канада (Canadian Albums (RPM))       | 68      |
| США (Billboard 200)                  | 80      |

| Чарт (1990)                          | Позиція |
| ------------------------------------ | ------- |
| Австралія (Australian Albums (ARIA)) | 40      |
| Канада (Canadian Albums (RPM))       | 78      |
| Європа (European Top 100 Albums)     | 58      |
| Нова Зеландія (RMNZ)                 | 35      |
| Велика Британія (UK Albums (OCC))    | 31      |
| США (Billboard 200)                  | 43      |

| Чарт             | Позиція |
| ---------------- | ------- |
| Австралія (ARIA) | 406     |

## Продажі і сертифікації
| Країна                                                 | Сертифікація | Продано    |
| ------------------------------------------------------ | ------------ | ---------- |
| Австралія (ARIA)                                       | 4×Платина    | 280,000^   |
| Канада (Music Canada)                                  | 4×Платина    | 400,000^   |
| Нова Зеландія (RMNZ)                                   | Платина      | 15,000^    |
| Швеція (GLF)                                           | Золото       | 50,000^    |
| Велика Британія (BPI)                                  | Платина      | 300,000^   |
| США (RIAA)                                             | 3×Платина    | 3,000,000^ |
| ^цифри відвантаження, засновані тільки на сертифікації |              |            |